# Папа Бенедикт XVI и иудаизм
Отношение Папы Бенедикта XVI к иудаизму это часть истории отношений католической церкви и иудаизма.

## Избрание
Избрание Бенедикта папой приветствовалось Антидиффамационной лигой, которая отметила «его большую чувствительность к еврейской истории и Холокосту». Главный раввин Соединенного Королевства Джонатан Сакс выразил сдержанную надежду на то, что Бенедикт «продолжит идти по пути Папы Иоанна XXIII и Папы Иоанна Павла II в работе над улучшением отношений с еврейским народом и Государством Израиль». Министр иностранных дел Израиля также высказал предположение, что «этот Папа, учитывая его исторический опыт, будет особенно привержен бескомпромиссной борьбе с антисемитизмом».

## Кёльнская синагога
Вскоре после своего избрания понтифик посетил кёльнскую синагогу, где, выступая перед еврейскими лидерами, осудил нацистскую идеологию как «безумную» и обязался укреплять узы «дружбы» между католической церковью и евреями, за что удостоился похвалы со стороны европейских еврейских лидеров. Однако официальный Израиль критиковал папу за то, что он «не назвал еврейское государство жертвой терроризма».

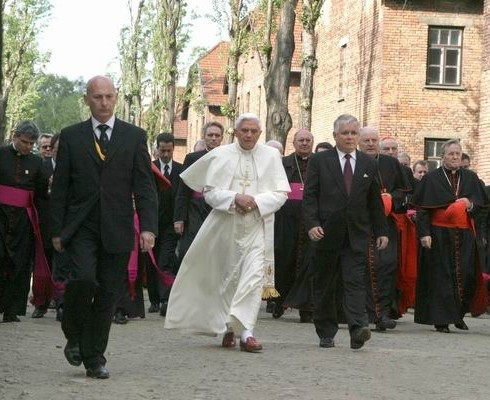
Папа Бенедикт посещает Освенцим в 2006 году.

## Освенцим
В 2006 году Папа Бенедикт посетил Освенцим, где рассказал о жизненно важной исторической связи между христианством и иудаизмом. Папа сказал о нацистах: «Уничтожая Израиль, они в конечном итоге хотели вырвать стержневой корень христианской веры и заменить её верой собственного изобретения».
Визит был воспринят еврейскими организациями как теплый жест, но также был сделан вывод о важности акцента не на прошлом, а на характере отношений в настоящем.

## Первые 100 дней
Раввин Гэри Бреттон-Гранатур отметил, что улучшение отношений между Римско-католической церковью и евреями, начавшееся 40 лет назад со Второго Ватиканского Собора и ставшее важным наследием Папы Иоанна Павла II, продолжится во время пребывания в должности нового понтифика.

## Научные отношения с Джейкобом Нойснером
Раввин Якоб Нойснер написавший книгу «Беседы раввина с Иисусом» (Филадельфия, 1993; переведена на немецкий, итальянский и шведский) в которой предпринимается попытка установить религиозно обоснованную основу для иудейско-христианского обмена, заслужил похвалу Папы Бенедикта XVI и прозвище «Любимый раввин Папы». В своей книге «Иисус из Назарета» Бенедикт называет её «безусловно самой важной книгой для еврейско-христианского диалога за последнее десятилетие».

## Синагога США
Накануне Песаха 2008 года Бенедикт посетил синагогу Park East в Нью-Йорке, США, поскольку Ватикан заявил, что он по-прежнему привержен диалогу с еврейской верой и в, так называемой, «беспрецедентной информационно-просветительской работе». Его принимал, переживший Холокост и знаменитый своей борьбой с межрелигиозной нетерпимостью, раввин синагоги Артур Шнайер.

## Пий XII
Из-за предположений, что понтифик намеревался ускорить процесс канонизации папы Пия XII, еврейские организации начали осуждать попытки канонизации. Роль Пия XII во времена Второй мировой войны вызывала разногласия между католиками и евреями на протяжении всего папства Бенедикта и даже Иоанна Павла II, считалось, что Пий закрывал глаза на Холокост, хотя он поручил местным церквям обеспечить осторожную помощь евреям.
Несмотря на оппозицию евреев, Бенедикт продолжал поддерживать Пия XII, говоря, что понтифик военного времени «действовал тайно и молчаливо, потому что, учитывая реалии того сложного исторического момента, он понял, что только таким образом он мог избежать худшего и спасти как можно большее число евреев».

## Общество Святого Пия X
Провал в католико-еврейских отношених случился в январе 2009 года, когда Папа Бенедикт отменил отлучение от церкви четырёх епископов Общества Святого Пия X (выступает против богословия двух заветов) . Сообщалось, что общество увековечило доктрину о еврейском богоубийстве и теорию заговора о еврейском мировом господстве в своих официальных информационных бюллетенях и на нескольких своих веб-сайтах по всему миру (хотя оскорбительные веб-сайты были удалены после разногласий вокруг восстановления епископов).

### Ричард Уильямсон
Одним из епископов, чье отлучение от церкви было отменено, был епископ Ричард Уильямсон. Его мнение о том, что ни в одном концентрационном лагере не использовались газовые камеры) вызвало гнев со стороны еврейских общин. Еврейское агентство для Израиля, Яд Вашем, Эли Визель (лауреат Нобелевской премии и переживший Холокост) и Центральный совет евреев в Германии осудили решение отменить отлучение. Главный раввинат Израиля решил разорвать отношения с Ватиканом. Канцлер Германии Ангела Меркель призвала Бенедикта выступить с «очень четким» отказом от отрицания Холокоста.
Отец Федерико Ломбарди, представитель Ватикана, указал, что позиция папы по Холокосту была выражена чётко и ясно и в Кельне и Освенциме. Британская газета The Guardian сообщила в феврале 2009 года, что суждения и способности Папы Бенедикта теперь ставятся под сомнение многочисленными голосами как внутри Римско-католической церкви, так и за её пределами.
Отец Ломбарди, пресс-секретарь Папы, заявил, что отмена отлучения «не имеет ничего общего с высказываниями человека, вызывающими критику».
Роберт Вистер, профессор церковной истории Университета Сетон-Холл в Нью-Джерси указал, что «отрицание Холокоста не является ересью, даже если это ложь... Отлучение от церкви может быть снято, потому что он [Вильямсон] не еретик, но остается лжецом. По мере того как освещение спора обострялось, ватиканская газета L’Osservatore Romano вновь подтвердила, что Папа Бенедикт XVI осуждает все формы антисемитизма и призывает всех католиков последовать его примеру. Позже Бенедикт лично заявил о «полной и неоспоримой солидарности» с евреями, в то время как Ватикан отрицал, что им было известно об отрицании Холокоста Уильямсоном.
Председатель Яд Вашем Авнер Шалев резюмировал, что это жизненно важное послание о признании Холокоста для всего мира.

## Тридентская месса
В 2007 году Бенедикт выпустил апостольское письмо Summorum Pontificum, которое трактуется как попытка устранить раскол с Обществом Святого Пия X, разрешая более широкое использование Тридентской мессы, которая включает молитву Страстной пятницы для евреев, содержащую оскорбительные для евреев выражения.
Антидиффамационная лига восприняла решение Бенедикта как «телесный удар по католически-еврейским отношениям». Некоторые еврейские лидеры выражали опасение, что возрождение молитвы сведет на нет четыре десятилетия прогресса после Nostra aetate (1965), освободившего евреев от убийства Иисуса.
В ответ на эти опасения Папа Бенедикт пересмотрел молитву и исключил все упоминания о «слепоте» и «тьме» евреев. Дэвид Розен, председатель Международного еврейского комитета межрелигиозных консультаций счёл это знаком глубокой приверженности Папы Бенедикта развитию отношений с еврейской общиной.

## Отношения с Израилем
Кардинал Ренато Мартино критически отозвался о войне 2008—2009 годов в Газе, назвав Газу «большим концентрационным лагерем», вызвав очередной кратковременный кризис в отношениях между Ватиканом и Израилем. Музей Яд ва-Шем также продолжает демонстрировать очень негативную оценку Пию XII. Основное соглашение 1993 года остается неурегулированным из-за споров о правах собственности и налоговых льготах.

## Визит в Израиль
Однако на фоне заявлений о том, что Папа разрушает еврейско-католические отношения, посол Израиля при Святом Престоле заявил, что «климат хороший», и сказал, что, по его мнению, существует «большой потенциал для сотрудничества» между Ватиканом и Израилем. В мае 2009 года Папа Бенедикт XVI посетил Израиль, чтобы подчеркнуть общие корни иудаизма, христианства и ислама.
Правительство Израиля открыло специальный веб-сайт, посвященный паломничеству Папы Бенедикта XVI в Израиль, представленный на восьми языках (английском, французском, испанском, португальском, польском, итальянском, немецком и иврите). На сайте содержится информация о паломничестве, история израильско-ватиканских отношений, информация о христианских общинах и Христианских святынях в Израиле.
Папа выступил с речью в Яд ва-Шем, одном из крупнейших в мире музеев Холокоста . В речи было выражено «глубокое сострадание» к «миллионам убитых евреев», но он не указывал на какую-либо католическую вину за Холокост, не использовал слова «немец», «нацист» или «убийство», а также не обсуждал свою собственную. личный опыт военного времени, в котором он был «зачислен в гитлерюгенд». Папа отказался войти в музей, из-за нелестного представления музеем личности Пия XII за то, что он недостаточно сделал для спасения евреев» во время Холокоста.
В завершение визита в Израиль Бенедикт осудил «жестокое истребление» евреев «безбожным режимом».
По словам журналиста Ришара Будро тщательно сформулированные заявления папы вызывают определённое уважение к его моральному авторитету. Впоследствии Всемирный еврейский конгресс высоко оценил этот визит, назвав его важной вехой в достижении взаимопонимания между христианами и евреями.

## Большая синагога Рима
В октябре 2009 года Бенедикт XVI пообещал, что отметит следующий день иудаизма в Большой синагоге Рима, которую также посетил Папа Иоанн Павел II во время своего понтификата. В 2010 году в синагоге Рима  Бенедикта XVI принимал раввин Риккардо Ди Сеньи.

## Евреи и Иисус
В своей книге 2011 года «Иисус из Назарета: Страстная неделя» Папа Бенедикт снял с евреев обвинения в том, что они несут ответственность за смерть Иисуса Христа, проведя анализ различных новозаветных рассказов о приговоре Иисуса к смерти римским правителем Понтием Пилатом. Кровь Иисуса, по его словам, «не взывает к мести и наказанию, она приносит примирение. Она не изливается ни на кого, она изливается за многих, за всех».